# 伊塔波利斯
伊塔波利斯是巴西圣保罗州的一个市镇。总面积999平方公里，总人口40411人，人口密度40.5人/平方公里。